# Ares Shrike 5.56
O Ares Defense Shrike 5.56 é um fuzil de alimentação dupla, refrigerado a ar e  que pode ser configurado para disparar em configurações semiautomática e automática, utilizando munição 5,56x45mm NATO. O Shrike 5.56 pode ser fornecido como uma arma completa ou como um "kit de aprimoramento de desempenho" para os fuzis e carabinas existentes do tipo M16.

## Visão geral
O Shrike 5.56 possui operação de pistão a gás e um cano de troca rápida com interface de trilho MIL-STD-1913 para a montagem de acessórios. Ele pode usar carregadores padrões do M16 de 30 cartuchos, carregador de tambor de 100 cartuchos Beta C-Mag,  "bolsas macias" de 100 ou 200 cartuchos SAW e recipientes de plástico duro para 200 cartuchos SAW. Com peso completo de 3,4 kg, o Shrike 5.56 é mais leve que outras armas automáticas militares, como a metralhadora leve M249 e a Heckler & Koch MG4.

## Variantes
O modelo de produção do Shrike emergiu recentemente da fase de desenvolvimento. Existem algumas diferenças notáveis entre o modelo atual e os protótipos mais antigos.
- EXP-1: O protótipo inicial. Possui um guarda-mão da M249 modificado, um mecanismo de disparo exclusivo e uma trava do cano para remoção rápida derivada do Stoner 63.[2]
- EXP-2: Este protótipo aprimorado apresentava um novo guarda-mão com trilho Picatinny, um mecanismo de disparo melhorado usando alguns componentes do M16 e uma nova trava do cano semelhante à da metralhadora M60.[2]
- 03A: O modelo de produção. Possui um sistema compato de gás montado na lateral, diferente dos protótipos anteriores, e seu mecanismo de disparo também é significativamente modificado. Os primeiros experimentos de produção possuíam um guarda-mão circular. Os Shrikes de produção mais recente têm um guarda-mão com trilho Picatinny. A trava do cano e alguns outros componentes são semelhantes aos do EXP-1.[2]
- Armação ARES-16SPW: Esta armação foi projetada pela Ares especificamente para o sistema do Shrike. É idêntica à armação MIL-SPEC do M16, exceto que a abertura para o carregador é cortada para economizar espaço. Shrikes montados nessa armação podem apenas usar carregadores de caixa da M249 com munições ligadas, mas eles têm um perfil vertical menor.[2]
- Ares AAR: Infantry Automatic Rifle leve para apoio de esquadrão. Possui cano de troca rápida, coronha retrátil, suporte para miras MIL-STD-1913 e guarda-mão com interface de trilho e sistema de Cabo-Bipé USMC. Utiliza carregadores de 30 e 100 cartuchos e pode ser configurado pelo usuário para operar em alimentação dupla (fita e carregador) em minutos com o módulo de alimentação por fita opcional.[2]
- Ares AAR/C: Infantry Automatic Rifle ultra-compacto para suporte de esquadrão. Possui um cano de troca rápida, coronha rebatível, suporte para miras MIL-STD-1913 e guarda-mão com interface de trilho. Utiliza carregadores de 30 e 100 cartuchos. O design compacto maximiza a portabilidade e manuseio desmontado.[2]
- Ares-16 MCR: Variante de assalto alimentada por carregador.[3]
- Ares-16 AMG-1: Variante de metralhadora leve alimentada por fita.[3]
- Ares-16 AMG-2: Variante de metralhadora leve alimentada por fita e carregador.[3]